# گریپ‌فروت مرکاپتان
گریپ‌فروت مرکاپتان (به انگلیسی: Grapefruit mercaptan) با فرمول شیمیایی C۱۰H۱۸S یک ترکیب شیمیایی است؛ که جرم مولی آن ۱۷۰٫۳۱ g/mol می‌باشد.